# Narfi
Narfi (Nörfi, Nǫrfi, Nörr) div je iz nordijske mitologije, otac Nótt („noć”) te djed Jörð („Zemlja”). Spomenut je kao Nóttin otac u Vafþrúðnismálu, Alvíssmálu i Gylfaginningu.

## Teorije
Prema Adolfu Noreenu, Narfijevo bi ime također moglo značiti „noć”. Moguće je da je Nóttina genealogija, kako ju je opisao Snorri Sturluson u Gylfaginningu, temeljena na genealogiji grčke božice Nikte, koja, kao i Nótt, predstavlja noć. Tako, Narfi bi bio povezan s grčkim bogom Erebom, koji predstavlja mrak. 

## U popularnoj kulturi
U knjizi Johna Ronalda Reuela Tolkiena, Prstenovoj družini, spominje se patuljak Narvi, kojeg je Tolkien također zvao Narfi.